# Dangerous World Tour
A Dangerous World Tour az amerikai szupersztár, Michael Jackson második világ körüli turnéja szólóénekesként. A koncertsorozat 1992. június 27-én indult és 1993. november 11-én ért véget; A turnét a Pepsi-Cola szponzorálta, 69 koncertből állt és 3,5 millió rajongó látta. A turné teljes nyereségét különböző alapítványoknak ajánlották fel, köztük Jackson saját „Heal The World” (Gyógyítsd meg a világot!) alapítványának. 1993-ban Jackson váratlanul befejezte a turnét – a bejelentés szerint – betegség miatt, amelynek következtében kórházi ellátásra szorult.

## Áttekintés
A „Bad World Tour” (Bad Világturné) óriási sikerét követően a világsztár azt állította, hogy nem fog többé turnézni, inkább filmek és lemezek készítésére koncentrál. 1992. február 14-én a Pepsi egyik sajtókonferenciáján jelentették be, hogy Jackson újabb turnéra indul.  A bejelentés egybeesett a Jackson és a Pepsi cég között létrejövő új megállapodással, amelynek értelmében a Pepsi állítólag 20 millió dollárral támogatta a turnét.
„Az egyetlen oka annak, hogy újra turnézni indulok, hogy támogatni tudjam az újonnan alakult „Heal The World" Alapítványt, amely egy nemzetközi gyermek jótékonysági szervezet, és azért hoztam létre, hogy segíthessem a gyerekeket és a környezetvédelmet. A célom az, hogy 1993 karácsonyára 100 millió dolláros bevételt szerezzek az alapítványnak. Arra biztatok minden céget és magánszemélyt, akinek fontos Földünk sorsa és gyermekeink jövője, hogy segítsen pénzt gyűjteni az alapítványnak. A „Heal The World” Alapítvány pénzadománnyal fog támogatni gyermek AIDS-betegeket, fiatal barátom, Ryan White emlékére. Örömmel nézek a turné elébe, hiszen általa lehetőségem nyílik gyerekeket meglátogatni a világ minden táján, és egyúttal terjeszteni a szeretet globális üzenetét, abban a reményben, hogy ez másokat is arra sarkall, hogy kivegyék részüket a világ meggyógyításában.”

## Program

### Az 1992-es turné programja
- Jam
- Wanna Be Startin’ Somethin’
- Human Nature
- Smooth Criminal
- I Just Can’t Stop Loving You
- She’s Out of My Life
- Jackson 5 Medley: I Want You Back/The Love You Save/I’ll Be There
- Thriller
- Billie Jean
- Working Day and Night
- Beat It
- Will You Be There
- Black or White
- The way you make me feel
- Heal the World
- Bad
- Man in the Mirror

### Az 1993-as turné programja
- Jam
- Wanna Be Startin’ Somethin’
- Human Nature
- Smooth Criminal
- I Just Can’t Stop Loving You
- She’s Out of My Life
- Jackson 5 Medley: I Want You Back/The Love You Save/I’ll Be There
- Thriller
- Billie Jean
- Will You Be There
- Dangerous
- Black or White
- Heal the World

## Előadók

### Vezető előadó
- Michael Jackson: ének, tánc, zenei rendező

### Zenészek
- Zenei rendező: Greg Phillinganes
- Dobok: Ricky Lawson
- Basszus: Freddie Washington
- Lead guitar: Jennifer Batten
- Ritmusgitár: David Williams
- Billentyűsök: Greg Phillinganes & Brad Buxer

### Háttérénekesek
- Siedah Garrett
- Kevin Dorsey
- Darryl Phinnessee
- Dorian Holley

### Táncosok
- LaVelle Smith
- Damon Navandi
- Randy Allaire
- Eddie Garcia
- Michelle Berube
- Yuko Sumida
- Jaime King
- Bruno Falcon